# Galaxy de Los Angeles
Maillots
Actualités
Dernière mise à jour : 31 mai 2023.
Le Galaxy de Los Angeles (Los Angeles Galaxy en anglais - L.A. Galaxy) est un club de football (soccer) professionnel américain franchisé basé à Carson dans la banlieue de Los Angeles. Il évolue en MLS depuis sa création en 1996 et possède le meilleur palmarès de la ligue avec six Coupe MLS, plus haut trophée collectif de la ligue américaine (2002, 2005, 2011, 2012, 2014 et 2024), mais également quatre Supporters' Shield (1998, 2002, 2010 et 2011), deux Lamar Hunt U.S. Open Cup, ou Coupe des États-Unis de soccer (2001 et 2005), et fait partie avec D.C. United et des Sounders de Seattle des trois seules équipes américaines à avoir déjà remporté la Ligue des champions de la CONCACAF en 2000.
Initialement, les matchs à domicile se déroulaient au Rose Bowl à Pasadena en Californie, puis depuis 2003 l'équipe joue désormais au Dignity Health Sports Park (Home Depot Center jusqu'en 2013 et StubHub Center de 2013 à 2018) à Carson.

## Histoire du club

### 1955-1996: l'héritage
Los Angeles est un lieu ancré dans l'histoire du soccer aux États-Unis. La première équipe professionnelle a été créée en 1955 sous le nom des Kickers de Los Angeles.
Avant la formation de la MLS en 1996, les équipes basées aux abords de la cité des anges jouaient dans la ligue ouest-américaine (WASL), la ligue nord-américaine (NASL) ainsi que la A-League, pour un total de dix championnats remportés (1955, 1957, 1958, 1960, 1961, 1962, 1963, 1964, 1974 et 1976), sept Lamar Hunt US Open Cup (1958, 1964, 1973, 1975, 1978 et 1981), quatre championnats régionaux (1955, 1956, 1958 et 1961) et un championnat international (1975). 
De célèbres joueurs comme George Best ou Johan Cruyff sont venus terminer leurs carrières outre-atlantique, plus particulièrement à Los Angeles dans des clubs comme les Aztecs de Los Angeles, California Surf ou encore le Salsa de Los Angeles.
Afin que les États-Unis puissent accueillir la Coupe du monde 1994, les dirigeants de la FIFA imposent au candidat américain la condition de posséder une ligue de soccer professionnelle solide et ambitieuse capable de promouvoir le ballon rond à travers le pays. C'est sur cette demande que la Ligue majeure de soccer (MLS) est fondée en 1993. Cette même année est nommé le Salsa de Los Angeles, franchise rachetée par José Rodriguez, propriétaire d'une grande chaîne de restaurants. Cette nomination marque l'uniformisation des clubs de soccer à Los Angeles et constitue le point de départ de la domination du futur Galaxy de Los Angeles au sein de la cité angeline. 
En effet, en 1995, le groupe Anschutz Entertainment Group (AEG) devient le propriétaire de la franchise et renomme aussitôt le club en tant que le Galaxy de Los Angeles, ce nom faisant référence à la galaxie des stars (étoiles en français) d'Hollywood. La première saison de MLS se déroule finalement en 1996 entre dix clubs franchisés, dont le Galaxy.

### 1996–2002: Les années fastes

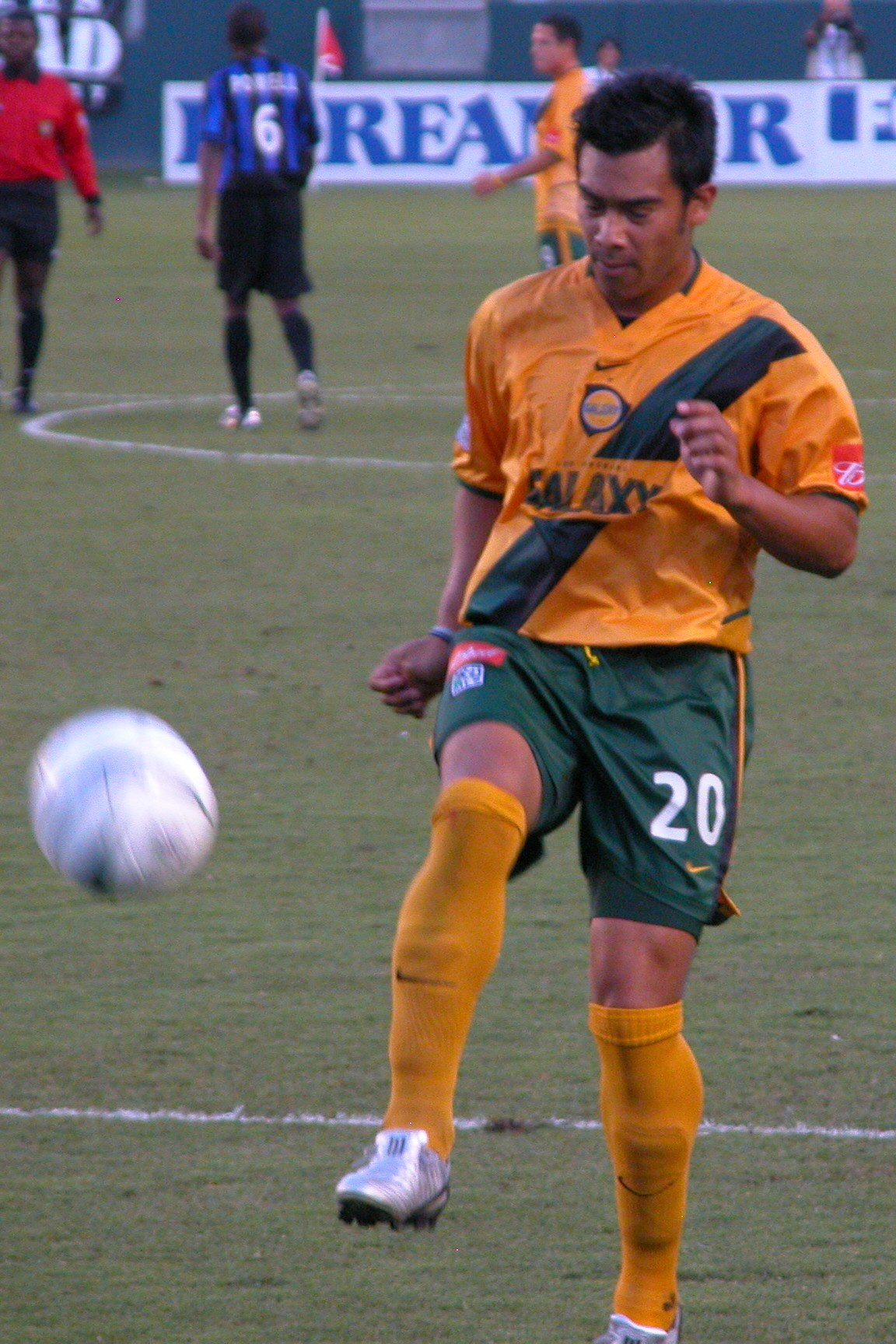
Ruiz jouant pour le Galaxy de Los Angeles.

La première année du club en MLS est très prometteuse. En effet, en 1996, le Galaxy remporte le championnat de la Conférence Ouest, termine deuxième de la saison régulière et atteint la finale des séries éliminatoires en s'inclinant finalement 3-2 face à DC United.
L'année suivante démarre mal pour Los Angeles puisque l'équipe perd sept de ses huit premiers matchs. Néanmoins, les joueurs arrivent à redresser la barre en cours de saison pour finalement se qualifier pour les séries éliminatoires, épreuve dans laquelle ils seront éliminés en quart de finale par le Dallas Burn. C'est également cette année-là que le club connait sa première campagne continentale en disputant la Coupe des champions de la CONCACAF 1997. Lors de son entrée en lice au second tour des qualifications, les joueurs battent le club mexicain du Santos Laguna sur le score de 4-1. Ils remportent ensuite leur quart de finale contre les salvadoriens de CD Luis Ángel Firpo par deux buts à zéro. En demi-finale, ils rencontrent la seconde équipe américaine engagée dans la compétition, DC United. La rencontre est finalement gagnée par les angelins 1-0. Leur adversaire en finale est CD Cruz Azul, club mexicain alors quadruple vainqueur de la compétition. Après un match spectaculaire, les mexicains vont finalement l'emporter sur le score de 5-3 et ainsi ajouter un 5e titre continental à leur palmarès.  
En 1998, les Galaxy réalisent un très bon parcours en saison régulière, remportant 24 de leurs 32 rencontres pour terminer à la première position avec 68 points au compteur (record pour franchise). Ils remportent donc cette année-là leur premier MLS Supporters' Shield, et se hissent jusqu'en demi-finale des séries éliminatoires où ils chutent contre le Chicago Fire.
La saison 1999 voit le Galaxy terminer second du championnat de saison régulière, seulement trois points derrière leurs rivaux de DC United. En séries éliminatoires, les joueurs atteignent la finale, qu'ils perdront 2-1 après prolongations contre les San José Earthquakes.
L'année 2000, bien que moyenne sur la scène nationale (aucun trophée et une 5e place en saison régulière), est marquée par l'avènement du club en Amérique du Nord avec une victoire en Coupe des champions de la CONCACAF. Après avoir éliminé successivement le Real España en quart de finale (0-0 puis 5-3 aux pénalties) et DC United en demi-finale (1-1 puis 4-2 aux penalties), le Galaxy rencontre le club hondurien du Club Deportivo Olimpia le 21 janvier 2001 au Memorial Coliseum de Los Angeles. Dans un match plaisant, les Galaxy l'emportent finalement 3-2 avec notamment un doublé d'Ezra Hendrickson et un but de l'icône Cobi Jones.
Lors de la saison 2001, Los Angeles se révèle être efficace lors des matchs couperets. Défaits seulement en finale de la Coupe MLS par les Earthquakes de San José de Landon Donovan (2-1 après prolongations), ils sortent aussi vainqueur de l'US Open Cup. Ils ne finissent cependant qu'à la 5e place en saison régulière. Cette année est également marquée par le 1000e point du club en MLS et le 300e but de Cobi Jones, joueur emblématique de la franchise.
L'année 2002 représente une saison historique pour le club. Champion de conférence, champion de la saison régulière pour la seconde fois de son histoire, finaliste de l'US Open Cup, le Galaxy glane surtout sa première Coupe MLS après trois finales perdues. La rencontre, qui se déroule au Gillette Stadium, voit s'imposer Los Angeles 1-0 face au Revolution de la Nouvelle-Angleterre grâce à une réalisation dans les prolongations de Carlos Ruiz, ce qui lui vaudra notamment d'être élu MVP de la coupe en plus d'être déjà élu MVP de la saison régulière. Le match est suivi par 61 316 spectateurs, ce qui en fait encore à ce jour la finale de MLS avec la plus forte affluence. De plus, c'est la dernière année où la Coupe MLS se clôt sur un but en or.
Malheureusement pour la franchise, cette année remplie de succès constituera le point de départ du déclin progressif du club.

### 2003–2007: Les années difficiles
En 2003, l'équipe réalise un parcours médiocre en saison régulière avec une peu glorieuse neuvième place sur dix participants. Le club s'en sort mieux en coupe, avec un quart de finale de Coupe MLS, une demi-finale en U.S. Open Cup et un honorable quart de finale de finale en Ligue des champions.
Les résultats de l'année 2004 reflètent les problèmes récurrents de régularité du club. D'abord troisième de la saison régulière (mais avec seulement 43 points au compteur), l'équipe se hisse jusqu'en demi-finale de la Coupe MLS. Pour le reste, c'est une décevante élimination au quatrième tour de la U.S. Open Cup. 
L'année 2005 s'impose comme une éclaircie depuis deux saisons ternies par l'absence de trophées. Bien que l'équipe se renforce avec la venue du milieu All Star Landon Donovan, les résultats en saison régulière continuent à être médiocres (neuvième sur douze possibles). Cependant l'équipe s'illustre en remportant sa seconde U.S. Open Cup mais surtout en s'imposant en finale de la Coupe MLS (victoire 1-0 contre le Revolution de la Nouvelle-Angleterre sur un but de Ramirez durant les prolongations). Le Galaxy de Los Angeles gagne ainsi leur seconde Coupe MLS après celle glanée en 2002.
Les années 2006 et 2007 se suivent et se ressemblent pour le club de la cité des anges. D'abord neuvième sur douze puis onzième sur treize, le classement en saison régulière est insuffisant. Pire, le club n'arrive pas cette fois ci à tirer son épingle du jeu lors des matchs de coupe. Non qualifiés pour les séries éliminatoires, première pour le club depuis son introduction en MLS en 1996, le Galaxy est éliminé dès le troisième tour de la coupe nationale en 2007. Seuls points positifs à créditer à l'équipe durant ces deux années, une finale de coupe en 2006 et un 1/4 de finale de la ligue des champions la même année.

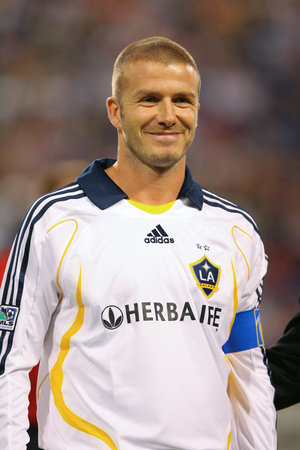
David Beckham au Galaxy en 2007

### 2007-2012: Les années Beckham
En 2007, constatant le déclin des résultats sportifs, les dirigeants du club décident d'instaurer une nouvelle politique de communication afin de redynamiser son image et donner un second souffle à l'équipe. Ainsi le logo est modifié, les maillots recolorés, et le club signe en mars la venue de la superstar madrilène David Beckham, pour un contrat portant sur 5 ans pour un salaire annuel avoisinant 4,5 millions $. La notoriété et la visibilité du club à travers le monde augmente immédiatement et ce de manière exceptionnelle. Pour la dynamique sportive, les bons résultats seront plus longs à se faire ressentir mais l'avenir donnera finalement raison à la nouvelle politique des dirigeants du club.
En 2008, le Galaxy de Los Angeles effectue l'une des pires saisons de leur histoire. Malgré l'excellente saison de Landon Donovan auteur de 20 buts en championnat, et malgré la bonne intégration de David Beckham dans l'effectif angelin, l'équipe termine treizième sur quatorze lors de la saison régulière, et ne se qualifie ni pour les séries éliminatoires, ni pour la coupe nationale.
L'année 2009 marque le début d'un nouveau cycle du côté de Los Angeles. La politique du club commence à porter ses fruits puisque l'équipe se classe deuxième de la saison régulière et atteint la finale de la Coupe MLS pour y affronter le Real Salt Lake. Après 90 minutes serrées où l'arbitre siffle la fin du temps réglementaire sur un score de 1-1 (but de Findley pour Salt Lake et de Magee pour le Galaxy), les deux équipes sont envoyées en prolongations, puis le tableau d'affichage n'évoluant pas, à la séance de pénalties. Grâce à un score de 5-4, c'est finalement le Real Salt Lake qui s'impose.
Cette année-là, le titre de meilleur joueur de l'année en MLS (MVP) est décerné à Landon Donovan (12 buts et 6 passes décisives en 30 matchs).
En 2010, l'équipe emmenée par un duo Donovan/Edson Buddle au sommet (16 passes décisives pour le premier, 17 buts pour le second) termine première de sa conférence et remporte une nouvelle fois le championnat de saison régulière (1er sur 16 équipes). En Playoffs, les joueurs de Bruce Arena se hissent en demi-finale (défaite 3-0 contre le FC Dallas). À noter également un 1/4 de finale de l'U.S. Open Cup durant la même année.
En 2011, le club réalise sans doute la saison la plus aboutie de son histoire. Dans un championnat de 18 équipes, L.A. marque 67 points pour remporter le MLS Supporters' shield (le quatrième de son histoire). Après un parcours sans faute lors des tours précédents (élimination des Red Bulls de New York de Thierry Henry en 1/4 de finale et revanche gagnée contre le Real Salt Lake en demi-finale), l'équipe joue sa septième finale de Coupe MLS dans son antre du Home Depot Center contre le Dynamo de Houston. Après un début de match fermé, c'est finalement l'inévitable capitaine Landon Donovan qui libère les siens en seconde période. Los Angeles Galaxy remporte sa troisième Coupe MLS, et n'est désormais plus qu'à une unité de son rival le D.C. United (détenteur du record avec 4 titres remportés). 
Pour Landon Donovan, cela représente ses 4e séries éliminatoires remportés, à seulement une unité des recordistes Jeff Agoos et Brian Mullan.
Le Galaxy se hisse également en 1/4 de finale de l'U.S. Open Cup et en 1/4 de finale de ligue des champions de la CONCACAF.
En 2012, l'ancien attaquant vedette des Tottenham Hotspur, Robbie Keane, est transféré au club contre deux millions de dollars et un contrat de deux ans. Il forme ainsi avec Landon Donovan, David Beckham et Edson Buddle l'un des quatuors offensifs les plus talentueux de l'histoire de la MLS.

### Depuis 2013: Lutte pour les premières places
Sans recrues majeures tandis que de nouveaux clubs tels que les Sounders de Seattle ou les Timbers de Portland émergent dans la ligue, le Galaxy rentre dans le rang et termine 5e en 2013, avant d'être éliminé en demi-finale de conférence par le Real Salt Lake.
Pour la saison 2014 est lancé le LA Galaxy II, club réserve qui évolue en USL Pro.
Le club remporte la Coupe de la Major League Soccer 2014 en battant New England Revolution en finale (2-1 a.p). Après que l'équipe gagne la coupe, Landon Donovan quitte l'équipe et décide de prendre sa retraite.
Le 7 janvier 2015, le club annonce d'avoir officiellement signé le joueur de Liverpool Steven Gerrard, en tant que joueur désigné pour un contrat de dix-huit mois avec un salaire annuel de 6,2 millions de dollars. Il fait ses débuts dans l'équipe lors d'une rencontre amicale face au Club América en International Champions Cup. Puis il joue son premier match en MLS face à l'équipe rivale des Earthquakes de San José et inscrit son premier but avec l'équipe. Après une longue poursuite, le club réussit à signer Giovani dos Santos le 15 juillet 2015 pour un contrat de quatre années en tant que joueur désigné.

## Résultats sportifs

### Palmarès
| Compétitions nationales | Compétitions internationales                                                             | Trophées mineurs |
| - Coupe MLS (6) - Champion : 2002, 2005, 2011, 2012, 2014 et 2024. - Supporters' Shield (4) - Vainqueur : 1998, 2002, 2010 et 2011. - Coupe des États-Unis (2) - Vainqueur : 2001 et 2005. | - Coupe des clubs champions de la CONCACAF (1) - Vainqueur : 2000. - Dix participations. | - California Clasico (16) - Vainqueur : 1996, 1998, 1999, 2000, 2002, 2003, 2004, 2008, 2009, 2011, 2013, 2014, 2016, 2018, 2021 et 2022. - Honda Superclásico (9) - Vainqueur : 2005, 2006, 2008, 2009, 2010, 2011, 2012, 2013 et 2014. - Challenge Puerto Rico MLS-USL (1) - Vainqueur : 2007 - Desert Diamond Cup (1) - Vainqueur : 2012 - Hyundai Club Challenge (1) - Vainqueur : 2012 |

### Bilan par saison
| Saison | Saison régulière | Saison régulière | Saison régulière | Saison régulière | Saison régulière | Saison régulière | Saison régulière | Position | Position | Coupe MLS                 | US Open Cup         | Ligue des champions CONCACAF | Affl. moy. saison régulière | Affl. moy. séries éliminat. |
| Saison | M                | V                | N                | D                | BP               | BC               | Pts              | Conf.    | Ligue    | Coupe MLS                 | US Open Cup         | Ligue des champions CONCACAF | Affl. moy. saison régulière | Affl. moy. séries éliminat. |
| ------ | ---------------- | ---------------- | ---------------- | ---------------- | ---------------- | ---------------- | ---------------- | -------- | -------- | ------------------------- | ------------------- | ---------------------------- | --------------------------- | --------------------------- |
| 1996   | 32               | 19               | -                | 13               | 59               | 49               | 49               | 1er/5    | 2e/10    | Finale                    | Non inscrit         | Non qualifié                 | 28 916                      | 27 759                      |
| 1997   | 32               | 16               | -                | 16               | 55               | 44               | 44               | 2e/5     | 4e/10    | Demi-finale de conférence | Non inscrit         | Finale                       | 20 626                      | 18 921                      |
| 1998   | 32               | 24               | -                | 8                | 85               | 44               | 68               | 1er/6    | 1er/12   | Finale de conférence      | Non inscrit         | Non qualifié                 | 21 784                      | 17 577                      |
| 1999   | 32               | 20               | -                | 12               | 49               | 29               | 54               | 1er/6    | 2e/12    | Finale                    | Quart de finale     | Barrages                     | 17 632                      | 16 307                      |
| 2000   | 32               | 14               | 8                | 10               | 47               | 37               | 50               | 2e/4     | 5e/12    | Demi-finale               | Demi-finale         | Champion                     | 20 400                      | 17 215                      |
| 2001   | 26               | 14               | 5                | 7                | 52               | 36               | 47               | 1er/4    | 3e/12    | Finale                    | Champion            | Non tenue                    | 17 387                      | 9 278                       |
| 2002   | 28               | 16               | 3                | 9                | 44               | 33               | 51               | 1er/5    | 1er/10   | Champion                  | Finale              | Non qualifié                 | 19 047                      | 18 013                      |
| 2003   | 30               | 9                | 9                | 12               | 35               | 35               | 36               | 4e/5     | 8e/10    | Demi-finale de conférence | Demi-finale         | Quart de finale              | 21 983                      | 20 201                      |
| 2004   | 30               | 11               | 10               | 9                | 42               | 40               | 43               | 2e/5     | 2e/10    | Finale de conférence      | Quatrième tour      | Non qualifié                 | 23 809                      | 20 026                      |
| 2005   | 32               | 13               | 6                | 13               | 44               | 45               | 45               | 4e/6     | 9e/12    | Champion                  | Champion            | Non qualifié                 | 24 204                      | 17 466                      |
| 2006   | 32               | 13               | 6                | 13               | 44               | 45               | 45               | 5e/6     | 9e/12    | Non qualifié              | Finale              | Quart de finale              | 20 814                      | N/A                         |
| 2007   | 32               | 11               | 6                | 15               | 37               | 37               | 39               | 5e/6     | 11e/13   | Non qualifié              | Troisième tour      | Non qualifié                 | 24 252                      | N/A                         |
| 2007   | 32               | 11               | 6                | 15               | 37               | 37               | 39               | 5e/6     | 11e/13   | Non qualifié              | Troisième tour      | Finale (SL)                  | 24 252                      | N/A                         |
| 2008   | 30               | 8                | 9                | 13               | 55               | 62               | 33               | 5e/7     | 11e/14   | Non qualifié              | Tour préliminaire   | Non qualifié                 | 16 008                      | N/A                         |
| 2009   | 30               | 12               | 12               | 6                | 36               | 31               | 48               | 1er/8    | 2e/15    | Finale                    | Tour préliminaire   | Non qualifié                 | 20 416                      | 26 186                      |
| 2010   | 30               | 18               | 5                | 7                | 44               | 26               | 59               | 1er/8    | 1er/16   | Finale de conférence      | Quart de finale     | Tour préliminaire            | 21 437                      | 27 000                      |
| 2011   | 34               | 19               | 10               | 5                | 48               | 28               | 67               | 1er/9    | 1er/18   | Champion                  | Quart de finale     | Non qualifié                 | 23 335                      | 21 171                      |
| 2012   | 34               | 16               | 6                | 12               | 59               | 47               | 54               | 4e/9     | 8e/19    | Champion                  | Troisième tour      | Quart de finale              | 23 136                      | 24 804                      |
| 2013   | 34               | 15               | 8                | 11               | 53               | 38               | 53               | 3e/9     | 5e/19    | Demi-finale de conférence | Troisième tour      | Demi-finale                  | 22 152                      | 27 000                      |
| 2014   | 34               | 17               | 7                | 10               | 69               | 37               | 61               | 2e/9     | 2e/19    | Champion                  | Huitièmes de finale | Quart de finale              | 21 258                      | 27 000                      |
| 2015   | 34               | 14               | 9                | 11               | 56               | 46               | 51               | 5e/10    | 9e/20    | Premier tour              | Quart de finale     | Non qualifié                 | 23 392                      | N/A                         |
| 2016   | 34               | 12               | 16               | 6                | 54               | 39               | 52               | 3e/10    | 6e/20    | Demi-finale de conférence | Demi-finale         | Quart de finale              | 25 147                      | 21 305                      |
| 2017   | 34               | 8                | 8                | 18               | 45               | 67               | 32               | 11e/11   | 22e/22   | Non qualifié              | Quart de finale     | Non qualifié                 | 22 301                      | N/A                         |
| 2018   | 34               | 13               | 9                | 12               | 66               | 64               | 48               | 7e/10    | 13e/20   | Non qualifié              | Huitièmes de finale | Non qualifié                 | 24 444                      | N/Q                         |
| 2019   | 34               | 16               | 3                | 15               | 58               | 59               | 51               | 5e/11    | 8e/22    | Demi-finale de conférence | Huitièmes de finale | Non qualifié                 | 23 205                      | N/A                         |
| 2020   | 22               | 6                | 4                | 12               | 27               | 46               | 22               | 10e/12   | 20e/26   | Non qualifié              | Annulée             | Non qualifié                 | N/A                         | N/A                         |
| 2021   | 34               | 13               | 9                | 12               | 50               | 54               | 48               | 8e/13    | 15e/27   | Non qualifié              | Non tenue           | Non qualifié                 | 15 252                      | N/A                         |
| 2022   | 22               | 14               | 8                | 12               | 58               | 51               | 50               | 4e/14    | 8e/28    | Demi-finale de conférence | Quart de finale     | Non qualifié                 |                             | 22 280                      |

#### Meilleurs buteurs par saison
| Saison | Meilleurs buteurs | Meilleurs buteurs |
| Saison | Joueurs           | Buts              |
| ------ | ----------------- | ----------------- |
| 1996   | Eduardo Hurtado   | 24                |
| 1997   | Wélton            | 13                |
| 1998   | Cobi Jones        | 19                |
| 1999   | Carlos Hermosillo | 11                |
| 2000   | Cobi Jones        | 11                |
| 2001   | Sasha Victorine   | 11                |
| 2002   | Carlos Ruiz       | 35                |
| 2003   | Carlos Ruiz       | 21                |
| 2004   | Carlos Ruiz       | 12                |
| 2005   | Landon Donovan    | 18                |
| 2005   | Hérculez Gómez    | 18                |

| Saison | Meilleurs buteurs | Meilleurs buteurs |
| Saison | Joueurs           | Buts              |
| ------ | ----------------- | ----------------- |
| 2006   | Landon Donovan    | 16                |
| 2007   | Landon Donovan    | 13                |
| 2008   | Landon Donovan    | 20                |
| 2009   | Landon Donovan    | 15                |
| 2010   | Edson Buddle      | 19                |
| 2011   | Landon Donovan    | 16                |
| 2012   | Robbie Keane      | 23                |
| 2013   | Robbie Keane      | 19                |
| 2014   | Robbie Keane      | 23                |

| Saison | Meilleurs buteurs   | Meilleurs buteurs |
| Saison | Joueurs             | Buts              |
| ------ | ------------------- | ----------------- |
| 2015   | Robbie Keane        | 25                |
| 2016   | Giovani dos Santos  | 16                |
| 2017   | Romain Alessandrini | 13                |
| 2018   | Zlatan Ibrahimović  | 22                |
| 2019   | Zlatan Ibrahimović  | 31                |
| 2020   | Cristian Pavón      | 10                |
| 2021   | Javier Hernández    | 17                |
| 2022   | Javier Hernández    | 19                |

## Identité du club
Les couleurs actuelles du club sont le blanc, le bleu foncé et le doré, et ont été adoptées en 2007 pour coïncider avec l'arrivée de David Beckham dans l'équipe. Ces changements de couleurs ainsi que la création d'un nouveau logo durant la même année sont les conséquences d'un renouvellement de la communication souhaité par la direction qui voyait en l'arrivée du britannique une opportunité exceptionnelle de redorer l'image alors ternis par les résultats médiocres du club angelin sur la scène continentale. 
Avant 2007, l'équipe a évolué avec diverses combinaisons, comprenant le doré, le vert (sarcelle), le noir et le blanc. Le maillot original de la saison inaugurale de 1996 était moitié noir moitié vert, les manches noires à traits rouges et dorés, ainsi que le short et les chaussettes noirs.
Le Galaxy a possédé trois logos différents: Le premier, utilisé de 1996 à 2002, était aux couleurs du club, noir, sarcelle et doré. La forme du logo en spiral représente la « galaxie de Los Angeles », symbole historique du nom du club. Le second logo, actif de 2002 à 2007, est similaire à son prédécesseur. Les lignes ont été conservées, la couleur sarcelle du nom modifiée en vert plus prononcé. C'est véritablement en 2007 que le logo du club a été repensé. Dessinant un bouclier bleu foné à bords dorés, Les lettres « LA » ont aussi été incrustées, rappelant la ville dans laquelle évolue la franchise. On note également une étoile, référence au nom du club. Enfin, comme l'exige la convention de la MLS depuis 2006, les joueurs arborent sur leur maillot cinq étoiles argentées au-dessus du logo, représentant les cinq titres de champions (Coupe MLS) remportés durant l'histoire du club.   

1996-2002
2002-2007
Logo depuis 2007.

## Personnalités du club

### Entraîneurs
Le tableau suivant présente la liste des entraîneurs du club depuis 1996.
| Rang | Entraîneur                 | Nationalité | Début             | Fin               | Matchs | Victoires | Nuls | Défaites | % victoires | Palmarès |
| ---- | -------------------------- | ----------- | ----------------- | ----------------- | ------ | --------- | ---- | -------- | ----------- | --- |
| 1    | Lothar Osiander            | Allemagne   | 29 novembre 1995  | 10 juin 1997      | 50     | 20        | 14   | 16       | 40%         | |
| 2    | Octavio Zambrano           | Équateur    | 10 juin 1997      | 22 avril 1999     | 67     | 39        | 11   | 17       | 58.21%      | 1x Supporters' Shield (1998)                                                                                                 |
| 3    | Sigi Schmid                | Allemagne   | 22 avril 1999     | 16 août 2004      | 218    | 110       | 44   | 64       | 50.46%      | 1x Coupe des champions de la CONCACAF (2000) 1x Coupe MLS (2002) 1x Supporters' Shield (2002) 1x Coupe des États-Unis (2001) |
| 4    | Steve Sampson              | États-Unis  | 18 août 2004      | 6 juin 2006       | 64     | 25        | 12   | 27       | 39.06%      | 1x Coupe MLS (2005) 1x Coupe des États-Unis (2005)                                                                           |
| 5    | Frank Yallop               | Canada      | 7 juin 2006       | 5 novembre 2007   | 63     | 26        | 13   | 24       | 41.27%      | |
| 6    | Ruud Gullit                | Pays-Bas    | 9 novembre 2007   | 11 août 2008      | 20     | 6         | 5    | 9        | 30%         | |
| 7    | Cobi Jones (intérim)       | États-Unis  | 11 août 2008      | 18 août 2008      | 1      | 0         | 1    | 0        | 0%          | |
| 8    | Bruce Arena                | États-Unis  | 18 août 2008      | 22 novembre 2016  | 348    | 166       | 89   | 93       | 47.7%       | 3x Coupe MLS (2011, 2012, 2014) 2x Supporters' Shield (2010, 2011)                                                           |
| 9    | Curt Onalfo                | États-Unis  | 13 décembre 2016  | 27 juillet 2017   | 23     | 8         | 4    | 11       | 34.78%      | |
| 10   | Sigi Schmid                | Allemagne   | 27 juillet 2017   | 10 septembre 2018 | 44     | 13        | 12   | 19       | 29.55%      | |
| 11   | Dominic Kinnear (intérim)  | États-Unis  | 10 septembre 2018 | 28 décembre 2018  | 6      | 3         | 1    | 2        | 50%         | |
| 12   | Guillermo Barros Schelotto | Argentine   | 2 janvier 2019    | 29 octobre 2020   | 57     | 23        | 6    | 28       | 40.35%      | |
| 13   | Dominic Kinnear (intérim)  | États-Unis  | 29 octobre 2020   | 5 janvier 2021    | 3      | 1         | 1    | 1        | 33.33%      | |
| 14   | Greg Vanney                | États-Unis  | 5 janvier 2021    | En poste          | 73     | 31        | 17   | 25       | 42.47%      | |

### Records individuels
- Matchs joués :  Cobi Jones : (392)
- Buts marqués :   Landon Donovan : (141)
- Hat-tricks réalisés :   Cobi Jones,  Edson Buddle : (4)
- Passes décisives délivrées :   Landon Donovan : (125)
- Matchs sans prendre de buts :   Kevin Hartman : (62)

### Maillot retiré

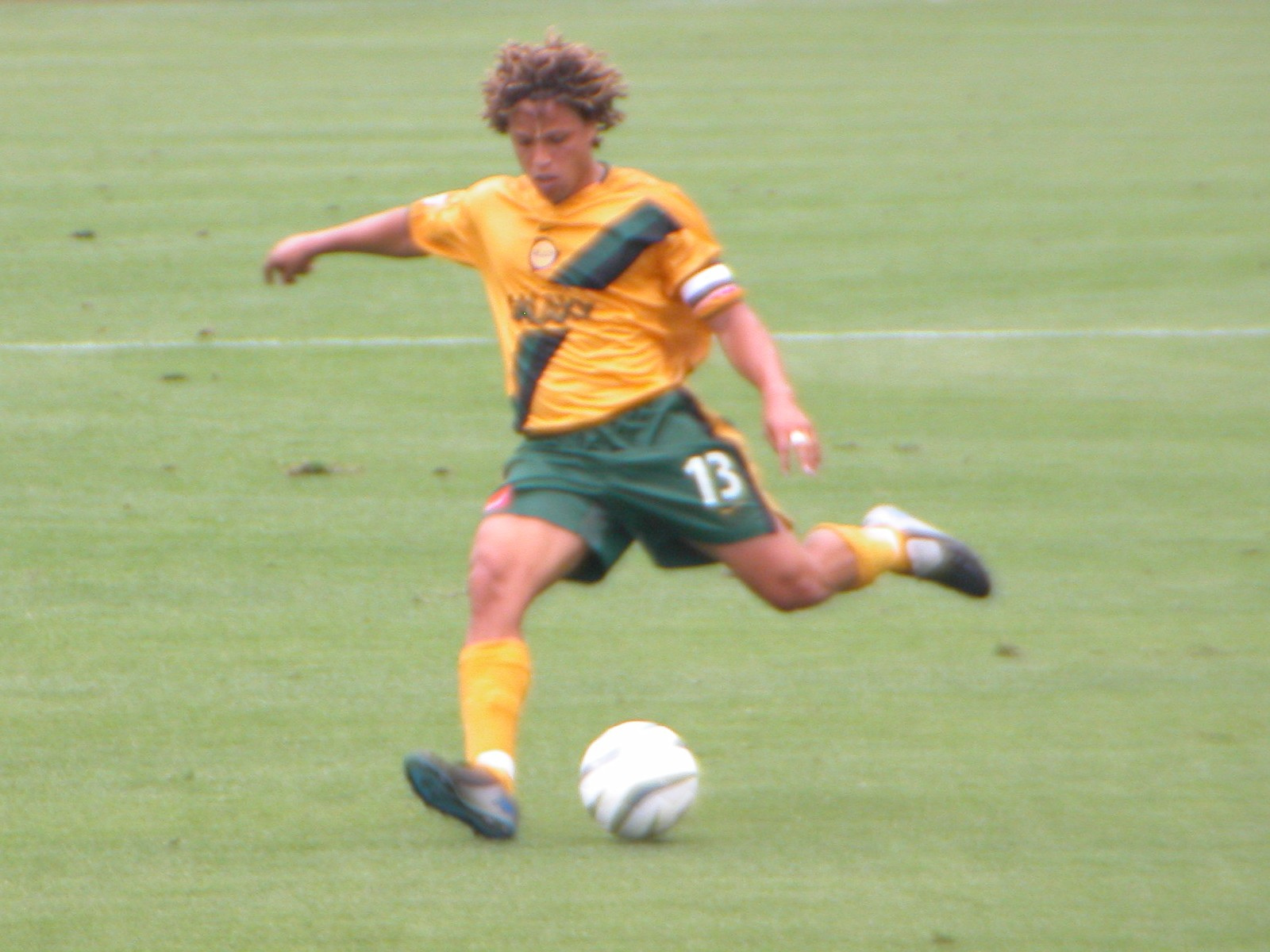
Cobi Jones en 2003

- No 13 : Cobi Jones, (1996-2007), Milieu de terrain.

Cobi Jones a remporté avec les Galaxy un total de 12 trophées collectifs (1 Ligue des champions, 2 Coupe MLS, 2 U.S. Open Cup, et 5 Championnats de Conférence Ouest), le titre de joueur américain de soccer de l'année (1998) et compte également une nomination au MLS Best XI 1998. Il est le premier joueur de l'histoire de la MLS à avoir son maillot retiré par l'un de ses anciens clubs. Entre 2008 et 2010, Cobi est l'entraîneur adjoint du Galaxy de Los Angeles et officie donc aux côtés de Bruce Arena.

## Infrastructures du club

### Stades

#### Le Rose Bowl

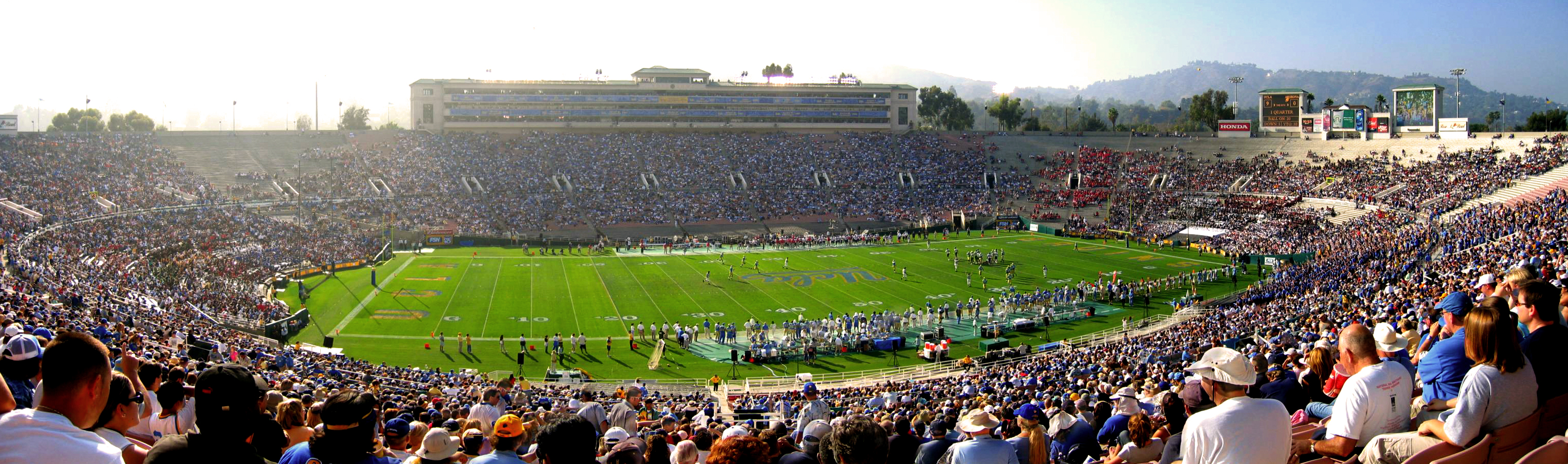
Vue de l'intérieur du Rose Bowl

Le Rose Bowl est un stade de Pasadena, ville de la banlieue de Los Angeles, en Californie. Il peut accueillir 92 542 personnes et est reconnu comme monument historique. Ce stade est également utilisé depuis 1982 par les UCLA Bruins.

#### Le Dignity Health Sports Park
Le Dignity Health Sports Park, anciennement Home Depot Center et StubHub Center, est un complexe sportif situé à Carson, Californie, sur le campus de l'université californienne de Dominguez Hills dans la banlieue de Los Angeles. Construit en 2002 et ouvert en 2003, il a une capacité de 27 000 places.

Vue panoramique du StubHub Center pendant la Coupe MLS 2008

### Académie

#### Galaxy II de Los Angeles

Logo du LA Galaxy II.

Le 29 janvier 2014, le Los Angeles Galaxy annonce la création de sa propre équipe en USL Pro afin de servir d'équipe réserve à compter de la saison 2014. Le Galaxy a choisi de créer sa propre équipe dans la ligue au lieu de s'affilier à une équipe déjà présente dans le circuit après que la MLS et la USL Pro ait formé un partenariat en 2013. L'entraîneur-adjoint de l'équipe première, Curt Onalfo, devient alors l'entraîneur de l'équipe réserve. La nouvelle formation joue ses rencontres au StubHub Center's Track & Field Stadium, une annexe du stade principal, enceinte disposant d'une capacité de 1 200 sièges. Auparavant, Onalfo avait mené la précédente équipe réserve du Galaxy à deux titres consécutifs de la division Ouest de la MLS Reserve Division. Par la création de cette équipe réserve, Los Angeles devient la première franchise de MLS à disposer de sa propre équipe en USL Pro.
La première rencontre du LA Galaxy II a lieu le 13 février 2014 quand il défait le Fresno Fuego de la Premier Development League par un score de 2–1, Travis Bowen est alors le premier buteur de l'histoire de l'équipe. Los Dos fait ses débuts en USL Pro le 22 mars 2014 en affrontant l'autre formation de Los Angeles, le Orange County Blues FC sur le score de 3–1. Charlie Rugg inscrit le premier but du LA Galaxy II en USL Pro,. À l'issue de la saison régulière, le Galaxy II obtient la troisième place avec une fiche de quinze victoires, sept verdicts nuls et six défaites, qualifiant ainsi l'équipe pour les séries éliminatoires. En quart de finale, Los Dos l'emporte contre les Rhinos de Rochester puis s'incline contre le futur champion, le Sacramento Republic FC en demi-finale.
En 2015, le LA Galaxy II termine au cinquième rang dans la conférence Ouest à l'issue de la saison régulière. Pendant les séries éliminatoires, le Galaxy II défait le Sacramento Republic en prolongations avant d'affronter OKC Energy en finale de conférence. En l'emportant, Los Dos devient champion de la conférence Ouest et accède à la finale du championnat contre les Rhinos de Rochester où les joueurs du Galaxy s'inclinent en prolongations après avoir longtemps mené.

#### Bilan par saison
| Année | Ligue   | Niv. | Saison régulière | Séries       | Affluence | US Open Cup    |
| ----- | ------- | ---- | ---------------- | ------------ | --------- | -------------- |
| 2014  | USL Pro | 3    | 3e               | Demi-finale  | 597       | Troisième tour |
| 2015  | USL     | 3    | 5e, Ouest        | Finaliste    | 969       | Deuxième tour  |
| 2016  | USL     | 3    | 5e, Ouest        | Premier tour | 1 211     | Non éligible   |

#### Équipes de jeunes
Dans son programme de développement, le Galaxy dispose d'équipes U-18 et U-16 dans la US Soccer Development Academy et d'équipes U-14 et U-12 engagées en Southern California Developmental Soccer Leagues (SCDSL). Six joueurs de l'académie ont signé avec l'équipe première : Jack McBean, Oscar Sorto, Jose Villarreal, Gyasi Zardes, Raul Mendiola et Bradford Jamieson IV.

## Culture du club

### Supporters
Le Galaxy est l'une des équipes de MLS possédant les meilleurs affluences dans son stade du Home Depot Center. Avec environ 23 400 spectateurs par match pour la saison 2010-2011, le taux de remplissage du stade avoisine les 86 %. Il est à noter que l'affluence moyenne d'un match de MLS était pour cette même année de l'ordre de 17 850 spectateurs.
Il existe à ce jour trois groupes de supporters reconnus, le « LA Riot Squad », l'« Angel City Brigade » ainsi que les « Galaxians ».

### Mascotte
La mascotte de l'équipe est une créature imaginaire bleue se rapprochant de l'apparence d'une grenouille. Cette mascotte, prénommée Cozmo, serait descendu de sa fusée intergalactique le 7 juin 2003, et serait universellement connu comme le seul gardien capable d'arrêter des tirs propulsés à la vitesse de la lumière. Il posséderait également la vitesse et les compétences pour jouer en tant que joueur de champ dans n'importe quelle équipe sur Terre.
Cozmo remplace l'ancienne mascotte du club, « Twizzle », provenant lui aussi de l'espace mais dont l'aspect est celle d'un homme portant un casque et une cape.

### Rivalités

#### Le Classique de Californie avec les San Jose Earthquakes
Les principaux rivaux des Galaxy sont les Earthquakes de San José, dont le match est connu sous l'appellation de California Clasico. Certains prétendent que cette rivalité date de la fondation de la MLS et des nombreuses confrontations des deux équipes en séries éliminatoires. L'opposition historique entre la Californie du Nord et la Californie du Sud est également l'une des raisons avancées pour expliquer cette tension entre les deux clubs.

#### Le Superclásico avec Chivas USA puis avec Los Angeles FC
Évoluant dans le même stade et jouant pour la même ville, le club de Chivas USA est également considéré comme un rival. La confrontation entre les deux équipes donnent lieu au « Derby de L.A. » ou Superclásico. Cependant, l'enjeu sportif de ce match est moindre si on s'autorise la comparaison avec le California Classico. En effet sur les quinze dernières confrontations, les Galaxy l'ont emporté à neuf reprises. De plus, Chivas USA n'a plus gagné le derby depuis maintenant quatre ans.

Enfin, l'accumulation des trophées pour D.C. United et le Galaxy de Los Angeles depuis la création de la MLS a entraîné au fil des années une rivalité entre les deux franchises, accrue de surcroît par l'opposition entre Conférence Ouest et Conférence Est.